# Kontrollköp
Kontrollköp är en metod för ålderskontroll som kommunerna kan använda sig av. Syftet är att ta reda på om en butik eller kiosk har bra rutiner för att kontrollera ålder på den som handlar folköl, tobak eller receptfria läkemedel. Åldersgränsen är 18 år.
Ett kontrollköp går till så att en person som är över 18 år, men som ser ung ut, testar om det går att handla folköl, tobak eller receptfria läkemedel utan att visa legitimation. Efter kontrollköpet har en handläggare från kommunen en dialog med näringsidkaren om resultatet, men kommunen kan inte utfärda några straffrättsliga sanktioner.
Justitieombudsmannen fastställde 2009 att de provköp som kommunerna tidigare utförde kunde räknas som brottsprovokation. Därför la man till en ändring i alkohollagen, tobakslagen och lag om handel med vissa receptfria läkemedel den 1 maj 2014 så att kommuner kan utföra kontrollköp, men då utan påföljder för den som inte klarar kontrollen. Istället är dialog det verktyg man använder för att förbättra ålderskontrollen.
Förutom att kommunerna arbetar med kontrollköpsmetoden gör även ideella organisationer provköp för att uppmärksamma hur åldersgränserna följs. Svenska spel kontrollerar själva sina spelombud för att se om de följer 18-årsgränsen för spel. Om spelombudet, som till exempel kan vara en butik, kiosk eller bensinmack, inte gör det kan de förlora möjligheten att sälja spel.